# Stefan Zgliczyński
Stefan Zgliczyński (ur. 1967) – polski publicysta, dyrektor polskiej edycji dwumiesięcznika „Le Monde diplomatique”.
Absolwent filozofii Uniwersytetu Warszawskiego i Szkoły Nauk Społecznych Polskiej Akademii Nauk.
Założyciel (wraz z Wojciechem Orlińskim) i wieloletni redaktor półrocznika polityczno-artystycznego „Lewą Nogą” (1993–2005).
Autor następujących książek:
- Pracy i chleba. Wywiad-rzeka z Piotrem Ikonowiczem (Książka i Prasa, 2000)[1].
- Antysemityzm po polsku (Książka i Prasa, 2008)[2].
- Hańba iracka. Zbrodnie Amerykanów i polska okupacja Iraku 2003-2008 (Książka i Prasa, 2009)[3].
- Jak Polacy Niemcom Żydów mordować pomagali (Czarna Owca, 2013)[4].